# Konkordienkirche (Karlsruhe)

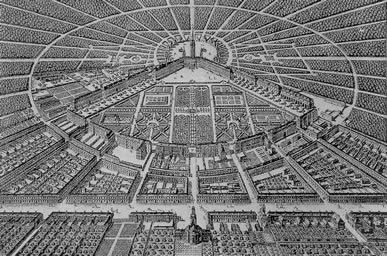
Am unteren Bildrand die Kirche im Karlsruher Stadtgrundriss, Stich von 1739

Die Konkordienkirche war die erste und zentrale Kirche von Karlsruhe. Sie wurde 1719–22 als Evangelisch-lutherische Kirche am damaligen Südrand der neu gegründeten Stadt errichtet, dem Schloss zentral gegenüberliegend. Der Entwurf wird dem Architekten Friedrich von Batzendorff zugeschrieben. Es entstand ein regelmäßiger Vierkonchenbau mit umlaufender Empore und kleinem Mittelturm im Stil des Barock. Aus Kostengründen wurde anstatt eines zunächst geplanten massiven Werksteinbaus die Fachwerkbauweise gewählt. Im Jahr 1738 wurde der Stadtgründer Karl Wilhelm von Baden in der Konkordienkirche beigesetzt.
Der weiteren Entwicklung der wachsenden Stadt Karlsruhe genügten weder die Kirche noch der davor entstandene kleine Marktplatz. Der Bau musste 1807 der Stadterweiterung nach Süden und der Vergrößerung des Marktplatzes weichen. In der Folge entbrannte ein langwieriger Wettstreit um das zukünftige Aussehen des Grabmals für den Stadtgründer. Schließlich errichtete Friedrich Weinbrenner über der Gruft und damit an der Stelle der Konkordienkirche die Karlsruher Pyramide.
Im Zuge der Umgestaltung des Karlsruher Marktplatzes im Rahmen des Baus des Stadtbahntunnels unter dem Marktplatz wurden 2014 Fundamentreste der Konkordienkirche gefunden und dokumentiert. 2023 wurden die Fundamentreste auf dem Marktplatz durch Schraffuren auf dem Bodenbelag sichtbar gemacht.